# Büren (Adelsgeschlecht)

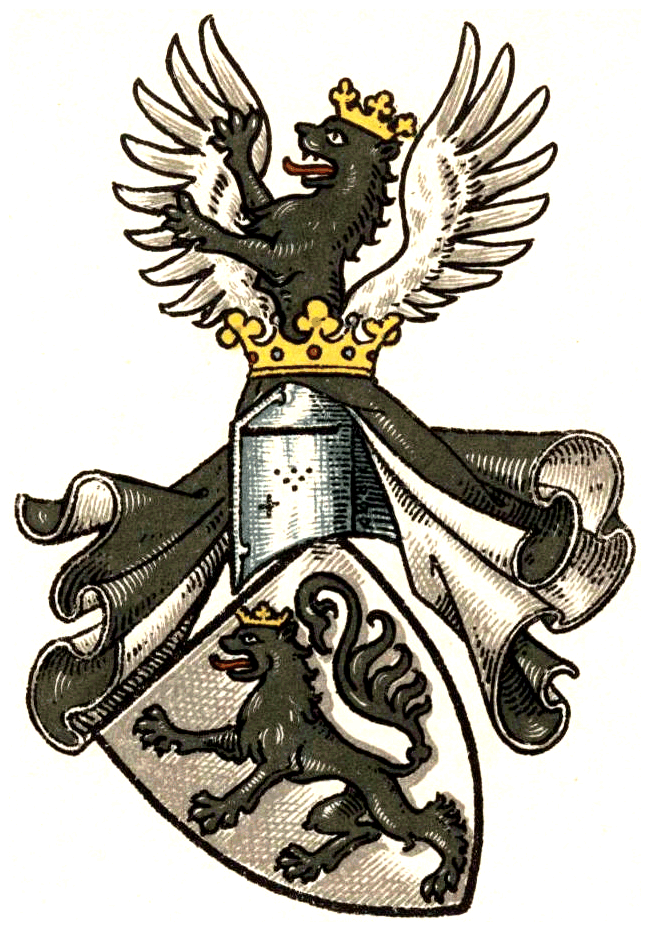
Mögliches Stammwappen der Edelherren von Büren

Die Edelherren von Büren waren ein westfälisches Adelsgeschlecht. Sie waren Inhaber der Herrschaft Büren (Bürener Land). Später waren sie zeitweise eine der mächtigsten Familien im Bistum Paderborn und einflussreich auch in benachbarten Gebieten, etwa im heutigen Sauerland. Ihre Stammburg war vermutlich die abgegangene Burg Büren.
Das hier behandelte Geschlecht ist von den Herren von Büren zu Unna, den Herren von Büren zu Marsberg und den Herren von Büren genannt Sybertinch zu unterscheiden.

## Geschichte
Im 12. Jahrhundert erscheinen die Edelherren von Büren erstmals als Untergebene der Grafen von Schwalenberg in deren Funktion als Vögte der Paderborner Bischöfe. Nach Tönsmeyer ist der Edelherr Dietmar von Padberg, der Bruder von Erpo II. von Padberg, identisch mit dem ersten Edelherrn Dietmar von Büren. Um das Jahr 1150 traten sie in familiäre Beziehung zur Ministerialenfamilie von Vesperde. Am Zusammenfluss von Alme und Afte erbauten sie in dieser Zeit eine Burg. Diese war günstig am Handelsweg zwischen Lippstadt, Marsberg und Warburg gelegen. Sie standen auch in einem engen Verhältnis zu den Grafen von Arnsberg. Nachdem die Schwalenberger die Vogtei über das Bistum Paderborn verloren hatten, orientierten sich auch die Herren von Büren um. Berthold und Dietmar von Büren wurden 1195 Gründer der Stadt Büren. Die Brüder übertrugen ihre Besitzungen dem Bischof von Paderborn und erhielten im Gegenzug die Erlaubnis zur Stadtgründung sowie finanzielle Unterstützung beim Bau der Stadtbefestigung, Münz- und Zollrechte sowie weitere geldwerte Vorteile. Die Stadtgründung hatte für die Paderborner eine wichtige strategische Bedeutung, lag diese doch an der Grenze zu den Besitzungen des Erzbistums Köln. Die Herren von Büren waren zeitweise im Gefolge der Paderborner, zeitweise in dem der Kölner Bischöfe zu finden.
Zu Beginn des 14. Jahrhunderts erreichte der Einfluss der Edelherren von Büren ihren Höhepunkt. Mit Wünnenberg gründeten sie eine weitere Stadt. Ihr Besitz reichte von Altengeseke im Westen, über das Sintfeld bis in die Gegend von Dalheim. Außerdem besaßen sie erheblichen Besitz in der Gegend von Düdinghausen, Deifeld und Grönebach. Hinzu kamen zahlreiche weitere Gerechtsame. Zeitweise schien es, als ob die Edelherren sich auf dem Weg zu einer Landesherrschaft befänden. Sie verfügten über eine Reihe von Ministerialen. Die Entwicklung zu einer Territorialherrschaft scheiterte an innerfamiliären Konflikten, Auseinandersetzungen mit der Bürgerschaft und dem Druck der Paderborner Bischöfe.
Eine Linie mit Sitz auf der Wewelsburg musste ihren Besitz inklusive der Hälfte der Stadt Büren an den Bischof von Paderborn verpfänden. Später sah sie sich sogar zum Verkauf genötigt. Seither residierte ein Amtmann des Bischofs in der Stadt Büren. Als es 1291/92 zu einem Pogrom gegen die jüdischen Einwohner der Stadt kam, an dem sowohl Edelherren wie Bürger ihren Anteil hatten, wurden sie vom Bischof von Paderborn als Sühneleistung zum Bau einer Kapelle gezwungen.
Obwohl den Edelherren der Aufbau einer unabhängigen Landesherrschaft nicht gelungen war, gehörten sie im Bistum bzw. Hochstift Paderborn zu den mächtigsten Adelsfamilien. Während der Reformation bekannte sich das Geschlecht zum Calvinismus. Gleichwohl wurden Mitglieder der Familie auch in der Folge zu Statthaltern der Fürstbischöfe. Ein offenbar katholisch gebliebenes, aber verheiratetes, Familienmitglied war z. B. der Domkellner (Cellerar) und Domkantor von Münster, Melchior von Büren (* 1480 in Davensberg, † 1546 in Münster).
Der letzte des Geschlechts, Moritz von Büren, trat in den Jesuitenorden ein. Als er 1661 kinderlos starb, vermachte er die Herrschaft Büren seinem Orden. Dies führte zu langen Erbstreitigkeiten. Erst 1714 konnten die Fürstbischöfe ihren Anspruch mit Hilfe des Jesuiten Vitus Georg Tönnemann durchsetzen.

## Wappen
Blasonierung des potenziellen Stammwappens: Das Wappen zeigt in Silber einen schwarzen, gold gekrönten Löwen. Auf dem gekrönten Helm mit schwarz-silbernen Decken der Löwe wachsend zwischen einem silbernen Flug. Es kann abschließend nicht nachgewiesen werden, ob dieses Wappen tatsächlich das ursprüngliche ist. Fest steht, dass die Edelherren von Büren als erstes einen Rautenkranz zum Signieren verwendeten.
Blasonierung des Freiherrenwappens: Geviert mit Herzschild. In letzterem in Rot ein silberner Wechselzinnenbalken (siehe Wappen der Grafschaft Buren; siehe auch Buren (Gelderland)). Felder 1 und 4 in Silber ein nach innen springender schwarzer, goldgekrönter Löwe (siehe Stammwappen der Edelherren). Felder 2 und 3 in Silber ein roter Rautensparren (siehe altes Wappen der Stadt Büren). Zwei gekrönte Helme: Auf Helm 1 der silberne, goldgekrönte Löwe wachsend zwischen einem silbernen, offenen Flug. Auf Helm 2 ein goldener Pfahl mit roter Spitze, obem mit einem bunten Wedel besteckt, zwischen einem offenen rot-silbern geteilten Flug mit wechselnden Farben. Die Helmdecken in schwarz-silbern und rot-silbern.
Fahne führt aus, dass das Geschlecht der Edelherren von Büren nach Scioppius, Pyrach und anderen älteren Genealogen eines Stammes mit dem Grafen von Büren in Holland gewesen sein soll. Die Familie habe deshalb zunächst das Wappen der holländischen Grafschaft Büren geführt. Erst später habe die Linie in Paderborn das Löwen-Wappen angenommen. Vor diesem Hintergrund ist der Mittelschild des Freiherrenwappens als Referenz auf die von der Familie selbst angenommenen Abstammung von den Grafen von Büren zu verstehen.

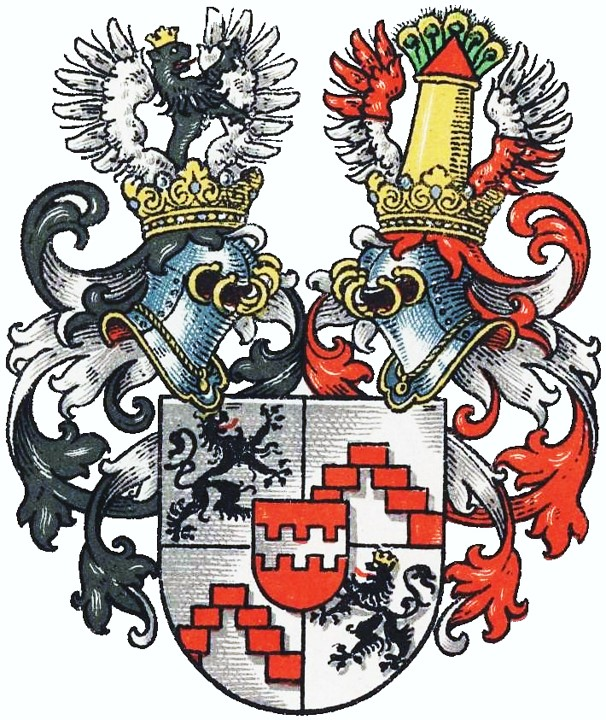
Wappen der Freiherren von Büren
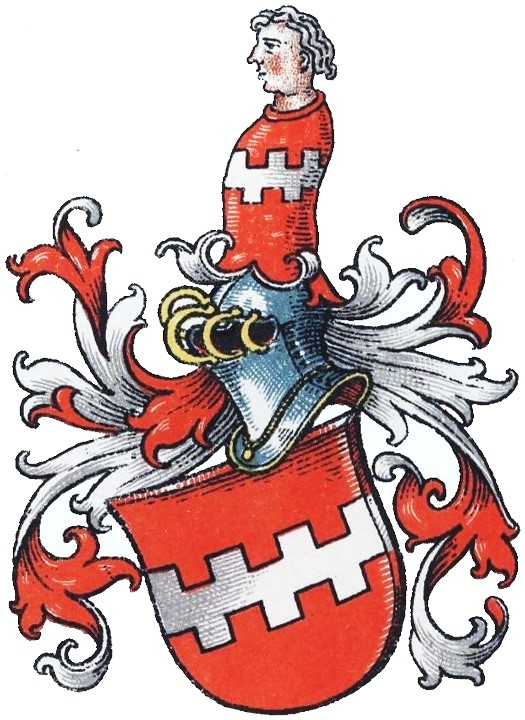
Wappen der Grafen von Büren in Holland
Wappen der niederländischen Stadt Buren (Gelderland)
Aktuelles Wappen der Stadt Büren mit dem alten Wappen der Stadt Büren im Tor
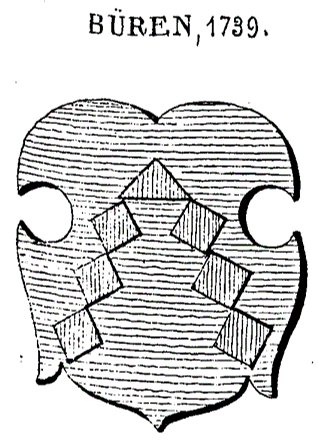
Wappen der Stadt Büren (1739)

## Familienmitglieder
- Adelheid II. von Büren († 1220), deutsche Adlige, Äbtissin von Gernrode und Frose
- Hugo von Büren, gründete 1152 das Kloster Sünte Marienrode in Wietmarschen
- Hermann von Büren (* 14. Jh.), Domherr in Münster
- Bertold von Büren († 1390), Domherr in Münster
- Hermann von Büren († 1454), Domherr in Münster
- Balthasar von Büren (1458–1517), Gograf und Erbauer der Pfarrkirche St. Anna in Davensberg
- Melchior von Büren (1480–1546), Domherr, Domkantor und Domkellner in Münster. Erbauer des Epitaphaltars in der Pfarrkirche St. Anna in Davensberg
- Bernhard von Büren (1564–1638), Domvikar in Münster
- Joachim von Büren († 1557), Domherr in Münster und Paderborn
- Bernhard von Büren († 1580), Vicedominus und Domherr in Münster und Paderborn
- Melchior von Büren (1546–1589), Domherr und Domkellner in Münster
- Balthasar von Büren († 1583), Domherr in Münster
- Wilhelm von Büren († 1618), Domvikar in Münster
- Arnold von Büren (1536–1614), Domdechant und Domherr in Münster
- Moritz von Büren (1604–1661), Freiherr von Büren und Jurist